# Fall Line
Fall Line ['fɔ:l lain] ist eine geomorphologische Diskordanz zwischen dem harten Gestein im Piedmont und den weicheren Bodenschichten in der Küstenebene an der Ostküste der Vereinigten Staaten. Östlich dieser am Rand der Appalachen verlaufenden etwa 1500 km langen Grenzlinie ist die Erosion wirksamer, sodass das Niveau des Geländes tiefer liegt. Bei den Fließgewässern führt dies zu einem größeren Gefälle innerhalb weniger Kilometer. Dadurch entstehen Wasserfälle und Stromschnellen, wodurch die Fall Line meist den Endpunkt für die Flussschifffahrt markiert.

## Städte an der Fall Line
An der Fall Line liegen unter anderem die folgenden Städte (alphabetisch geordnet):
- Augusta, Georgia am Savannah River
- Baltimore, Maryland am Patapsco River
- Camden, South Carolina am Wateree River
- Cheraw, South Carolina am Pee Dee River
- Columbia, South Carolina am Congaree River
- Columbus, Georgia am Chattahoochee River
- Conowingo, Maryland am Susquehanna River
- Fredericksburg, Virginia am Rappahannock River
- Laurel, Maryland am Patuxent River
- Macon, Georgia am Ocmulgee River
- Milledgeville, Georgia am Oconee River
- New Brunswick, New Jersey am Raritan River
- Occoquan, Virginia am Occoquan River
- Petersburg, Virginia am Appomattox River
- Philadelphia, Pennsylvania am Schuylkill River
- Richmond, Virginia am James River
- Roanoke Rapids, North Carolina am Roanoke River
- Smithfield, North Carolina am Neuse River
- Trenton, New Jersey am Delaware River
- Tuscaloosa, Alabama am Black Warrior River
- Washington, D.C./Georgetown/Alexandria, Virginia am Potomac River
- Wetumpka, Alabama am Coosa River
- Wilmington, Delaware am Brandywine Creek